# 마이코다이바

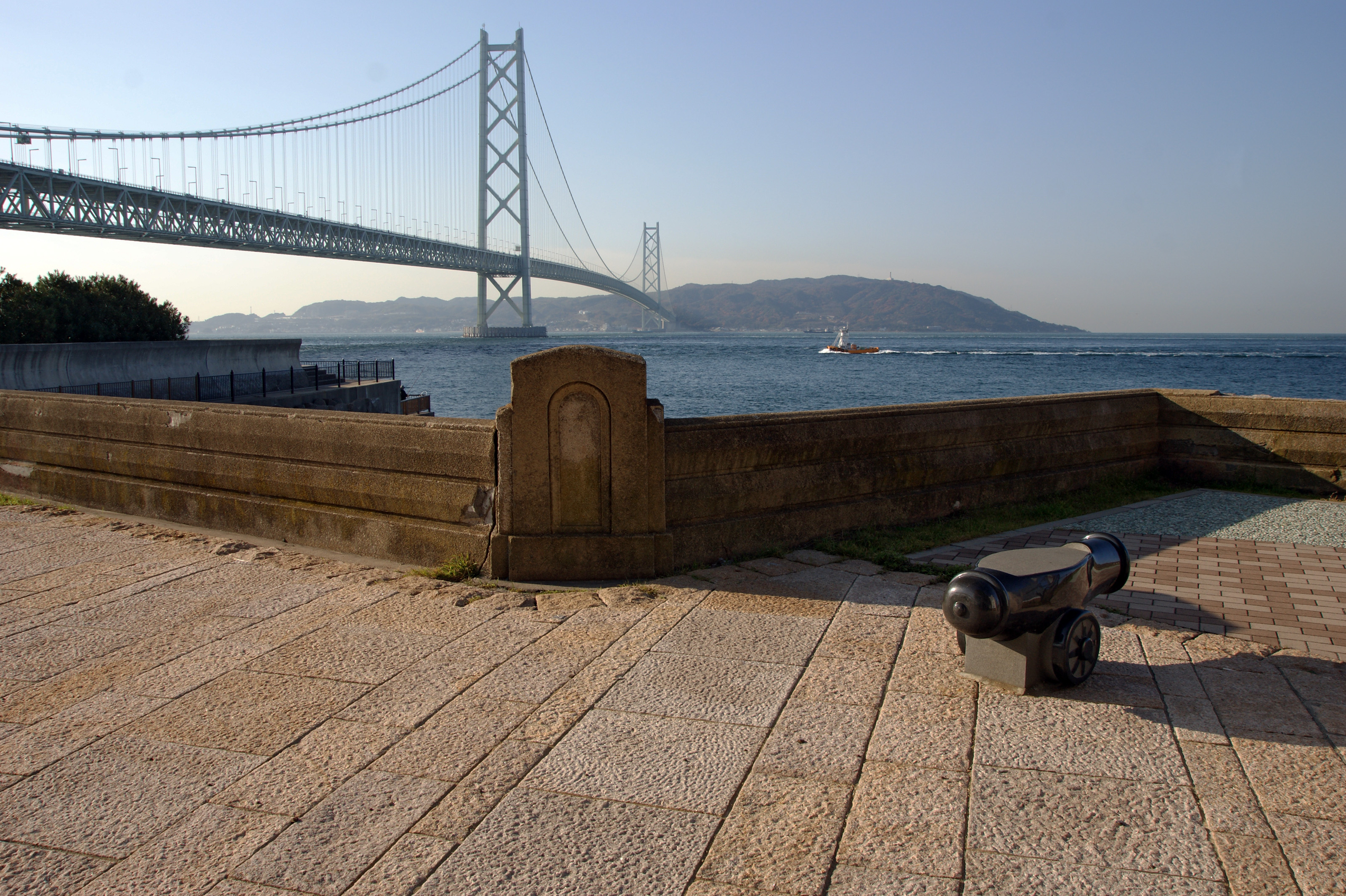
마이코 다이바

마이코 다이바(일본어: 舞子 台場 마이코 다이바[*])는 효고현 고베시 다루미구 마이코 공원에 있는 다이바이다. 마이코 포대(舞子砲台)라고도 불렸다. 현재 국가 사적으로 지정되었다.

## 개요
마이코 다이바는 반쪽 별모양의 능보식으로 지어졌으며, 폭 약 70m, 높이 약 10m의 규모로 건설되었다. 일반적인 다이바는 상부를 흙으로 둘러 포탄의 충격을 완화시키는 형태를 취하지만, 마이코 다이바는 전체가 석벽으로 지어졌다. 메이지 시대 화재로 상부가 철거되었기 때문에 높이는 6m로 줄어들었다. 2003년 ~ 2004년에 있었던 발굴조사에서 예전의 규모를 확인할 수 있었다. 현재 보존을 위해 다시 덮어두었다. 이 때문에 일부 다이바의 석벽이 지표면에 노출되어 있다.

## 역사
에도 시대 말기인 1863년 쇼군 도쿠가와 이에모치가 오사카 만 시찰 때 포대의 확충을 주문하였고, 이에 아카시번주 마쓰다이라 요시노리가 축조하였다. 시공은 아카시 번에서 하였으며, 공사의 설계와 감독은 가쓰 가이슈가 담당하였으며, 설비는 사토 요노스케가 담당하였다. 그 밖에도 고베 해군조련소 등에서 협조하였다. 1865년 완공되었다.
마이코 다이바는 아와지섬의 마쓰호 다이바와 함께 아카시 해협을 통과하는 적선을 협공하기 위해 고안된 것이지만, 한번도 사용된 적이 없이 현재에 이르고 있다.

## 관광
교통
- JR 서일본 마이코역에서 하차, 도보로 3분소요.
- JR 서일본 마이코 공원역에서 하차, 도보로 5분소요.

주변 문화시설 및 관광명소
- 마이코 공원
- 아카시 해협 대교
- 고시키즈카 고분
- 고쓰보 고분
- 와타쓰미 신사

## 같이 보기
- 다이바
- 다쓰호 다이바
- 가쓰 가이슈